# 강진 덕호사 소장 고문서
강진 덕호사 소장 고문서(康津 德湖祠 所藏 古文書)는 대한민국 전라남도 강진군 군동면에 있는 조선시대의 고문서이다. 2008년 4월 11일 전라남도의 문화재자료 제264호로 지정되었다.

## 개요
덕호사 소장 고문서는 덕호사에 배향된 오신남의 교지 21매를 비롯하여 오미수(吳眉壽)·오팔원(吳八元)·오상지(吳尙志)·오회영(吳會英)·오도삼(吳道三)·오대항(吳大恒), 그리고 유인윤씨(孺人尹氏)·유인백씨(孺人白氏)·유인선씨(孺人宣氏)·유인위씨(孺人魏氏) 등 평해오씨문중 후손들의 교지 13건, 호구단자 11건, 등장 5건, 그리고 문중의 문중답과 송계안, 벽송사(碧松祠) 관련 양안(量案) 관련 자료가 현전한다. 그리고 1618년 오신남에게 안흥량의 도적소탕의 공을 기려 내린 교서가 있다.
이 고문서는 현재 덕호사라는 향사우에 소장되어 있지만, 현전하는 문건은 대부분 전라도 강진에 입향하여 정착한 평해오씨문중의 제반사를 검토하기에 적합한 자료로 평가된다. 그리고 교지와 교서, 호적문서를 통하여 당시의 제도사를 알 수 있다. 교지는 오신남의 관직에 따라 법전에 의거하여 1629년에 내린 추증 교지로 증조부(오미수)와 조부(오팔원)의 교지, 그리고 오신남의 5대손인 오대항(吳大恒)의 관직에 따라 오대항의 부, 조, 증조에게 1769년에 내린 추증교지가 남아 있다.
특히 덕호사에 배향된 오신남(1575-1632)의 경우, 충절인물로 평가된다. 따라서 한 사람의 일생을 통해 평해오씨문중의 전라도 강진 정착, 이후 지역 내 문중의 위상변화를 검토할 수 있을 것으로 평가된다. 또한 오신남의 후손들에 관한 자료는 18-19세기 평해오씨문중의 인적·경제적 기반을 검토할 수 있을 것으로 평가된다.
뿐만 아니라, 덕호사의 배향인물인 오신남에 대한 개인연구와 평해오씨문중의 강진지역 입향, 정착, 성장 등을 추적하는 중심축이 될 수 있을 것으로 평가된다. 16세기 충절인물이자, 문중의 구성원, 그가 배향된 향사우(鄕祠宇) 등을 상호 연계하여 지역사 사례연구를 시도할 수 있을 것으로 평가되는 자료이다. 그리고 교지, 교서 등을 통하여 제도사를 연구할 수 있는 자료로서도 가치가 있다.

## 참고 문헌
- 강진덕호사소장고문서 - 국가유산청 국가유산포털